# Dikter från ett hjärta
Dikter från ett hjärta är ett musikalbum av den finsk-svenska artisten Markoolio. Albumet var uppföljaren till debutalbumet Sticker hårt och lanserades den 23 augusti 1999. Albumet blev ett av de mest säljande i Sverige någonsin, med 3xplatina-utmärkelse av IFPI och totalt 265 000 exemplar.

## Låtlista
1. Debatt 1 - 0:59
2. Gör det igen - 3:21
3. Följ me, följ me - 2.57
4. Millennium 2 - 3:16
5. Debatt 2 - 0.43
6. Rik som ett troll - 2:58
7. Chartersemester - 3.13
8. Markoolio rider igen - 3:29
9. Debatt 3 - 0.33
10. Två snubbar och ett kex - 3:35
11. Sola och bada i Piña Colada - 3.30
12. Grillfest - 3:39
13. Du måste dansa salsa - 3.18
14. Debatt 4 - 0:04

Bonuslåtar på "turnéupplagan" från år 2000:
- 15. Mera mål (feat. Arne Hegerfors) - 3.48
- 16. Sola & bada i Piña Colada (karaoke-version) - 3:38
- 17. Gör det igen (karaoke-version) - 3.22
- 18. Vi drar till fjällen (karaoke-version) - 3:46
- 19. Millennium 2 (karaoke-version) - 3.17

## Övrigt
Refrängen på sången Följ me, följ me är en interpolation av vårsången Nu grönskar det.

## Listplaceringar
| Lista (1999–2001) | Topplacering |
| ----------------- | ------------ |
| Sverige           | 3            |